# Malika Rajabova
Malika Rajabova (* 4. September 2001) ist eine usbekische Leichtathletin, die sich auf den Sprint spezialisiert hat.

## Sportliche Laufbahn
Erste internationale Erfahrungen sammelte Malika Rajabova im Jahr 2022, als sie bei den Islamic Solidarity Games in Konya mit der usbekischen 4-mal-400-Meter-Staffel in 3:50,69 min den vierten Platz belegte und in der Mixed-Staffel mit 3:50,69 min auf Rang fünf gelangte. Im Jahr darauf gewann sie bei den Hallenasienmeisterschaften in Astana mit 3:46,45 min gemeinsam mit Laylo Allaberganova, Kamila Mirsaliyeva und Farida Soliyeva die Silbermedaille hinter dem kasachischen Team. Im Juli schied sie bei den Freiluftmeisterschaften in Bangkok mit 25,09 s in der ersten Runde im 200-Meter-Lauf aus und mit der 4-mal-100-Meter-Staffel wurde sie im Finale disqualifiziert. Zudem belegte sie mit der 4-mal-400-Meter-Staffel in 3:39,83 min den fünften Platz.

## Persönliche Bestleistungen
- 200 Meter: 25,09 s (+0,1 m/s), 15. Juli 2023 in Bangkok
- 400 Meter: 56,96 s, 3. Mai 2019 in Taschkent
  - 400 Meter (Halle): 59,11 s, 21. Dezember 2019 in Istanbul